# Ixodes minutae
Ixodes minutae  (лат.) — вид клещей рода Ixodes из семейства Ixodidae. Африка. Паразитируют на млекопитающих: среди хозяев южная многососковая мышь Matomys coucha. Вид был впервые описан в 1959 году английским энтомологом Доном Артуром (Don Ramsay Arthur, King’s College, University of London).

## Распространение
Африка: Зимбабве.